# 드루즈
드루즈(영어: Druze, 아랍어: درزي Ad-Darazi[*], 히브리어: דרוזי)는 아브라함 계통의 종교에서 갈라져 나온 종교를 말한다.
이슬람의 시아파, 그 중에서 시아파의 극단파 이스마일파에서 분파했으며 예언자 무함마드의 자리를 11세기 파티마 왕조의 칼리파 알하킴 비아므르알라가 계승했다고 알려져 있다. 이슬람교와는 별개의 종교로 취급되기도 한다. 이 종교를 신앙하는 아랍인을 드루즈인이라고 하는데, 드루즈인은 시리아에 약 65만명, 레바논에 약 22만명, 이스라엘에 약 14만 명, 요르단에 약 3만 명 등 전 세계 총 130만명이 있다. 윤회와 환생을 믿으므로 천국과 지옥은 영적인 개념이며, 복장에 큰 제재를 가하지 않는 장점이 있다.
전체 인구는 약 130만 명으로, 인구의 절반 가량이 시리아의 하우란에 살고, 레바논에 약 22만 명, 이스라엘에 약 14만 명, 요르단에 3만 명이 산다. 중동 지역 외에도 베네수엘라에 12만 명, 미국에 4만 명, 캐나다와 호주에 각각 2만 명이 거주한다.
11세기에 함자 빈알리 빈아흐마드(Ḥamza bin ʿAlī bin ʾAḥmad)와 알하킴 비아므르알라(Al-Ḥakim bi-ʾAmr Allāh)가 창시했으며 구약성경에 나오는 모세의 장인 이드로(Jethro)가 드루즈파의 창시자라고 알려져 있었으나 이는 정신적 지도자이다.

## 이름의 유래
드루즈라는 이름은 초기 설교자였던 무함마드 빈 이스마일 내슈타킨 앗-다라주(페르시아 다르치에서 유래)의 이름에서 유래되었다. 아이러니하게도 오늘날 드루즈들은 앗-다라주를 이단자로 생각하지만, 여전히 드루즈라는 이름이 이 그룹을 지칭하는데 사용되고 있다.

## 경전
지혜의 경전(Epistles of Wisdom) 이라고 하는 책에 드루즈 신앙의 근본 가르침이 담겨있다.

## 같이 보기
- 자발 드루즈국

## 참고 문헌
- 이 문서에는 다음커뮤니케이션(현 카카오)에서 GFDL 또는 CC-SA 라이선스로 배포한 글로벌 세계대백과사전의 "《드루즈 봉기》" 항목을 기초로 작성된 글이 포함되어 있습니다.